# 香港政府通脹掛鉤債券
香港政府通脹掛鈎債券（英語：iBond）是一種三年期港元政府債券，每手面值一萬港元，每半年派息一次，其息率分浮息及定息，浮息與香港最近六個月的通脹率（以綜合消費物價指數為準）掛鈎，定息為一厘，2020年改為兩厘，最終派息率以高者為準。

## 背景
發行計劃由香港第四任財政司司長曾俊華於2011年至2012年度香港政府財政預算案中提出，香港政府將發行100億港元的債券。目的為促進本地零售債券市場發展，及為本地市民提供多一個應對通脹的投資選擇。由於香港低利率、通货膨胀不斷加劇，政府認為這會削弱本地家庭儲蓄的購買力，故此希望通脹掛鈎債券能減輕通脹對市民的影響。香港政府期望能做到「一人一手」。香港立法會於4月14日通過財政預算案。

## 申請資格
通脹掛鈎債券系列只接受持有有效香港身份證的人士申請，而且每人只可提出一份申請。申請金額只能為10,000的整數倍。

## 各批債券

### 首批債券
首批債券上市名稱為政府債券一四零七（英語：HKGB IBOND 1407，港交所：4208）終在2011年7月28日上市，上市名稱中1407是指債券的贖回時間，即是2014年7月。
債券自7月11日起接受香港市民認購，最終有155,835人認購，認購總額為131.58億港元，輕微超購0.32倍，認購44手或以下的投資者均獲全數分配。債券於7月28日起在香港交易所上市，首日收市報$106.7，升幅為6.7%。

### 第二批債券
有鑑於首批債券的市場反應甚佳，尤其是債券上市的時間正值通脹高企，投資者的回報甚高，而社會也有意見要求政府再度發行此類債券。2012年2月29日，財政司司長曾俊華於2012年至2013年度香港政府財政預算案中提出再次發行100億港元債券，但表明新債券旨在刺激香港的債券市場，促進金融業發展，並強調市場應該最終應該推出定息債券，而不應由政府全面擔當債券發行人的角色。第二批債券將於2012年6月5日上午9時至6月13日下午2時進行認購，並在6月22日發行及於6月25日在香港聯合交易所正式上市。
第二批債券的正式上市交易名稱為政府債券一五零六（英語：HKGB IBOND 1506，港交所：4214），一如首批債券的命名方式，1506是指債券的贖回時間，即是2015年6月。
此批債券最終有332,467人認購，認購總額為498.36億港元，超額認購近4倍，認購3手或以下的投資者均獲全數分配。債券於上市首日收市報$105，升幅為5%。

### 第三批債券
第三批債券的正式上市交易名稱為政府債券一六零六（英語：HKGB IBOND 1606，港交所：4218），一如首批債券的命名方式，1606是指債券的贖回時間，即是2016年6月。
此批債券於2013年6月4日上午9時至6月13日下午2時進行認購，並在6月24日發行及於6月25日在香港聯合交易所正式上市。
此批債券最終有520,823人認購，認購總額為396.27億港元，超額認購近3倍，認購1手的投資者均獲全數分配，其餘投資者中有479,177份申請可獲分配2手。債券於上市首日收市報$103.15，升幅為3.15%。

### 第四批債券
第四批債券的正式上市交易名稱為政府債券一七零八（英語：HKGB IBOND 1708，港交所：4222），一如首批債券的命名方式，1708是指債券的贖回時間，即是2017年8月。
此批債券於2014年7月23日上午9時至7月31日下午2時進行認購，並在8月11日發行及於8月12日在香港聯合交易所正式上市。其認購日期明顯較頭三批為遲，有指是為了讓首批債券到期後釋放的資金可趕及認講此批債券，另有傳媒質疑是否受佔中影響，但香港金融管理局否認。
此批債券最終有488,170人認購，認購總額為287.93億港元，超額認購近2倍，140,130名認購2手或以下的投資者均獲全數分配，其餘投資者中有56,559份申請可獲分配3手。債券於上市首日收市報$105，升幅為5%。

### 第五批債券
第五批債券的正式上市交易名稱為政府債券一八零八（英語：HKGB IBOND 1808，港交所：4228），一如首批債券的命名方式，1808是指債券的贖回時間，即是2018年8月。
此批債券於2015年7月21日上午9時至7月29日下午2時進行認購，並在8月7日發行及於8月10日在香港聯合交易所正式上市。
此批債券最終有597,895人認購，認購總額為357.25億港元，超額認購近3倍，認購1手的投資者均獲全數分配，其餘投資者中有402,105份申請可獲分配2手。債券於上市首日收市報$105.5，升幅為5.5%。

### 第六批債券
第六批債券的正式上市交易名稱為政府債券一九零六（英語：HKGB IBOND 1906，港交所：4231），一如首批債券的命名方式，1906是指債券的贖回時間，即是2019年6月。
此批債券於2016年5月31日上午9時至6月8日下午2時接受認購申請，並在6月20日發行及於6月21日在香港聯合交易所正式上市。
此批債券最終有507,978人認購，認購總額為225.26億港元，超額認購近1.25倍，166,617名認購2手或以下的的投資者均獲全數分配。餘下認購兩手以上的341,361份申請均先獲發2手債券，其中的7,211份申請可獲分配多1手。

### 第七批債券
第七批債券的正式上市交易名稱為政府債券二三一一（英語：HKGB IBOND 2311，港交所：4239），一如首批債券的命名方式，2311是指債券的贖回時間，即是2023年11月。
此批債券於2020年10月5日由香港特區政府公佈，目标发行额至多150亿港元，债券年期为三年，债券持有人将每六个月获发一次与本地通胀挂钩的利息，但息率不会少于2%，債券自當年10月23日起供香港居民认购，11月16日正式发行。

### 第八批債券
第八批債券的正式上市交易名稱為政府債券二四零六（英語：HKGB IBOND 2406，港交所：4246），一如首批債券的命名方式，2406是指債券的贖回時間，即是2024年6月。

## 各批債券息率比較
| 發行日         | 股份代號 | 年息（每半年派息一次） | 年息（每半年派息一次） | 年息（每半年派息一次） | 年息（每半年派息一次） | 年息（每半年派息一次） | 年息（每半年派息一次） | 每手派息總額 |
| 發行日         | 股份代號 | 第一個付息日           | 第二個付息日           | 第三個付息日           | 第四個付息日           | 第五個付息日           | 到期日                 | 每手派息總額 |
| -------------- | -------- | ---------------------- | ---------------------- | ---------------------- | ---------------------- | ---------------------- | ---------------------- | ------------ |
| 2011年7月28日  | 4208     | 6.08%                  | 5.07%                  | 3.38%                  | 3.77%                  | 4.78%                  | 4.02%                  | 1358.16港元  |
| 2012年6月22日  | 4214     | 3.48%                  | 3.73%                  | 4.72%                  | 4.12%                  | 4.50%                  | 4.33%                  | 1243.45港元  |
| 2013年6月24日  | 4218     | 4.72%                  | 4.12%                  | 4.50%                  | 4.33%                  | 2.57%                  | 2.63%                  | 1144.33港元  |
| 2014年8月11日  | 4222     | 4.95%                  | 3.68%                  | 2.37%                  | 2.68%                  | 2.15%                  | 1.27%                  | 856.96港元   |
| 2015年8月7日   | 4228     | 2.37%                  | 2.68%                  | 2.15%                  | 1.27%                  | 1.68%                  | 2.30%                  | 623.01港元   |
| 2016年6月20日  | 4231     | 2.58%                  | 1.02%                  | 1.78%                  | 2.10%                  | 2.43%                  | 2.43%                  | 617.16港元   |
| 2020年11月16日 | 4239     | 2.00%                  | 2.00%                  | 2.00%                  | 2.08%                  | 2.00%                  | 2.00%                  | 604.03港元   |
| 2021年6月23日  | 4246     | 2.00%                  | 2.00%                  | 2.17%                  | 2.00%                  | 2.03%                  | 2.00%                  | 611.16港元   |

來源：

## 意見
- 有學者認為[谁？]，這種債券對穩健投資者較吸引，由於此債券每手之價錢定為港幣一萬元[19]，是香港中產階級以上人士購買的。此外，亦有市民認為[谁？]人民幣債券比此債券在市場上更自由及流通。
- 這種債券的風險較低，適合一般公眾投資者，令市民更多認識本港債市[20]